# Lagan (commune de Ljungby)
Pour les articles homonymes, voir Lagan (homonymie).
Lagan est une localité de Suède dans la commune de Ljungby située dans le comté de Kronoberg.
Sa population était de 1 662 habitants en 2019.